# Pterarene
Pterarene is een geslacht van weekdieren uit de klasse van de Gastropoda (slakken).

## Soort
- Pterarene sakashitai Sakurai & Habe, 1977